# Constantin Popovici (sculptor)
Constantin Popovici (n. 1 februarie 1938, Iași — d. 10 decembrie 1995, București) a fost un sculptor român, fiul sculptorului Ion Grigore Popovici (1907 – 1946) și al pictoriței Nadia Popovici (1910 – 1985). O soră mai miică, Eliza Palade, pictoriță.

## Biografie
Constantin Popovici a fost o personalitate artistică complexă. În 1967 a fost laureat al Premiului Uniunii Artiștilor Plastici (UAP).

## Lucrări
- Bustul lui George Enescu (1958)

Statuia lui Prometeu cu fulgere în mână, Barajul Vidraru (1965)

- Statuia lui Prometeu cu fulgere în mână de lângă Barajul Vidraru (după 1965)
- Statuia lui George Bacovia din Bacău (1971)[1]
- Ciclul de lucrări Hecate
- Monumentul Independenței de la Oradea în noul centru civic (1983)
- Statui, busturi (piatră, lemn, metal): Carol Davilla, Gh. Aricescu, Papiu Ilarian, Ion Grigore Popovici, George Enescu, Leon Cracalia, Al. I. Cuza, Aurel Vlaicu, Ionel Perlea, Mihai Eminescu, Liviu Rebreanu, Tudor Vladimirescu, Lacustră, Familia, Obsesia, Pasărea dimineții, Tentativă, Impact, Ioana, Catrina.
- Lucrări în ghips: Dr. Ivănescu, Ion Pacea, Al. Ciucurencu, Vasilescu-Capsali, Femeie, Herbert von Karajan, Țărancă, Odihnă I, II, George Apostu, Bărbat, Sacrificiu,
- 130 lucrări se află în atelierul artistului, plus cca 3000 desene și ilustrații de carte.

## Vandalizare
Monumentul Independenței din Oradea a fost realizat de sculptorul Constantin Popovici între 1981-1983 și a fost premiată la nivel național în 1983 cu premiul "Ion Andreescu" al Academiei române. Ansamblul avea la bază motivul sculptural al triadei compuse din doi bărbați tineri și o fată, care reprezentau cele trei provincii istorice românești: Moldova, Transilvania și Țara Românească, îngemănate într-un singur trup. De jur împrejurul soclului statuii erau montate basoreliefuri din bronz înfățișând scene din Războiul de Independență de la 1877-1878. Întreg ansamblul avea o greutate de 4,3 tone și o înălțime de 19,47 metri, din care grupul statuar propriu-zis avea de peste trei metri. În 1992, deși autorul lucrării s-a împotrivit, monumentul a fost demolat pentru a face loc Catedralei ortodoxe din Centrul Civic, iar piesele de bronz au fost transportare într-un depozit al Regimentului 21 Mecanizat din Garnizoana Oradea. După desființarea unităților militare, grupul statuar a fost mutilat de hoți. Hoții au furat întâi basoreliefurile, iar în etapa a doua de vandalizare au tăiat și furat două dintre capetele statuilor, au amputat picioarele statuilor în dreptul gleznelor iar uneia dintre statui i-au retezat piciorul de la genunchi. Autoritățile locale au în evidențe grupul statuar ca fiind „în conservare".

## Premii
- 1967 a fost laureat al Premiului Uniunii Artiștilor Plastici (UAP)
- Medalie la cea de a 34-a aniversare a Republicii Socialiste România
- Premiul Academiei pentru monumentul din Oradea
- Medalia "Una cultura per Europa", 1986, Roma, Italia